# Real Federación de Fútbol de Madrid
La Real Federación de Fútbol de Madrid (RFFM) es la federación territorial de la Real Federación Española de Fútbol en la Comunidad de Madrid. Es la institución encargada de todas las modalidades y divisiones de fútbol así como de su selección autonómica desde su fundación el 26 de julio de 1988. Su sede se encuentra en Madrid (España).
Existente bajo el nombre de Federación Madrileña de Fútbol —que cambió por el actual el 1 de diciembre de 1988— desde 1987, tuvo sus orígenes en la Federación Regional Centro más tarde renombrada como Federación Castellana de Fútbol tras la adhesión de los clubes de la Federación Regional Castellano Leonesa de Fútbol. Esta fue fundada el 13 de octubre del año 1913, auspiciando a los diferentes equipos de las provincias de Ávila, Ciudad Real, Cuenca, Guadalajara, Madrid, Segovia y Toledo, siendo la primera federación que agrupaba a los clubes de la denominada región del Centro.
Bajo tal denominación surgió en 1915 el primer combinado de la Federación, bajo el nombre de Selección de fútbol del Centro —conocida como selección castellana de fútbol— para participar en la recientemente fundada Copa Príncipe de Asturias. Desde entonces se ha mantenido hasta la actualidad, siendo la predecesora directa de la actual Selección de la Comunidad de Madrid.
Finalmente, el 7 de junio de 2013, con motivo del centenario de la Federación Madrileña de Fútbol —bajo sus antecedentes de Federación Centro y Federación Castellana—, se organizó un encuentro amistoso conmemorativo contra la selección autonómica de Andalucía. El partido tuvo lugar en el Estadio de Vallecas de Madrid, ante aproximadamente 9 000 espectadores. El rival fue curiosamente el mismo que en el partido homenaje por el quincuagésimo aniversario. Para el citado partido del centenario se pensó en invitar a la selección catalana, pero finalmente se declinó la opción para evitar polémicas políticas y/o ideológicas.

## Historia

### Impás político por la guerra civil española
La Guerra Civil afectó seriamente al fútbol nacional y federativo, viendo como se paralizaba cualquier actividad. La reconstrucción no fue sencilla y, como en todos los órdenes sociales y culturales, la Guerra marcó su devenir. Tales acontecimientos quedaron reflejados en una memoria de la Federación Castellana como reflejo a la situación de la época que fue publicada en Madrid en el mes de julio de 1940 y firmada por los miembros del Consejo Directivo.
Así pues, mucha de la solera vivida por diferentes clubes castellanos se vio drásticamente interrumpida, viéndose muy mermados y sin apenas integrantes debido al ostracismo, teniendo que afrontar una reconstrucción a todos los niveles dentro de las sociedades. Dicho renacer se vio también mermado por la repercusión que alcanzó a todos los niveles —incluyendo las Federaciones de las que dependían los clubes—. Pese a ello, grandes figuras emergieron para el resurgir futbolístico castellano. Desde figuras de los Comité de Competición de las diferentes categorías, hasta las presidencias y juntas directivas de los clubes implicados. Así, la habitual condecoración de la Medalla al Mérito del Fútbol otorgada por la Federación —hasta la fecha concedida a una única personalidad— recayó en varias personas por su actuación en sus respectivos cargos en favor de la reconstrucción del fútbol en la región Centro.
A nivel nacional, quien había sufrido las mismas consecuencias, las perspectivas no son mucho mejores y muchos equipos se ven abocados a la desaparición o interrupción de sus actividades. Destacan los casos del Real Oviedo, quien no pudo participar en la Primera División —que le correspondía por trayectoria— debido a que su campo se vio destruido y fue reemplazado por el Atlético Aviación —antiguo Athletic Club de Madrid y que tuvo que fusionarse con el Aviación Nacional del Ejército del Aire, equipo de la aeronáutica militar franquista, para evitar su desaparición—; o equipos como el Eibar Football Club, el Compostela Club de Fútbol, el Imperio Club de Fútbol o el Xerez Fútbol Club quienes tras unos años no consiguieron asentarse y acabaron por extinguirse. De igual modo, muchos de los futbolistas profesionales hubieron de dejar la práctica deportiva por los hechos acontecidos, como el guardameta Ricardo Zamora, quien volvió al panorama como entrenador.
Para el siguiente año, la Federación contaba con ciento veinte clubes, ochenta y seis de ellos de Madrid, diecinueve de Valladolid, dos de Toledo, diez de Ciudad Real, uno de Salamanca y otro de Segovia, mientras que en el ámbito aficionado contaba con alrededor de mil seiscientas fichas federativas, lo que denotaba un lento pero fuerte resurgir, y en el que el fútbol comenzaba a abrirse en el apartado femenino. Otra de las ayudas provinieron de las selecciones autonómicas, quienes jugaron partidos benéficos para ayudar a la refinanciación de las diferentes Federaciones Regionales.
Con fecha 20 de enero de 2014, la Federación anuncia la concesión por parte de la Casa del Rey del título honorífico de "Real" modificando su denominación a la actual.

## Junta directiva
Tras las elecciones a la Asamblea General celebradas el 8 de noviembre de 2016, fue investido Francisco Díez Ibáñez como presidente de la RFFM en la Asamblea General Constituyente del 22 de diciembre de 2016.

## Distinciones

### Medalla al Mérito del Fútbol
La Medalla al Mérito del Fútbol fue la máxima distinción que otorgaba la Federación en reconocimiento a las labores realizadas en favor del fútbol. Su primer fallo data de la temporada 1931-32 cuando le fue otorgada al exfutbolista y expresidente del Real Madrid Club de Fútbol, el hispano-francés Pedro Parages por las destacadas labores desempeñadas en favor del cada vez más creciente deporte en España.
El último en recibir la más antigua condecoración de la Federación fue Ángel María Villar, presidente de la Real Federación Española de Fútbol, en el año 2013.

### Homenaje al Mérito Deportivo
A la Medalla al Mérito del Fútbol se unieron distintos premios en reconocimiento al trabajo, la constancia y la perseverancia en el fútbol bajo el nombre de Homenaje al Mérito Deportivo en el Fútbol de Madrid en la vigésimo quinta Gala del Fútbol de Madrid. Estos premian a los que mejor representan dichos valores distinguidos por club, presidente, institución, delegado de club, medio de comunicación, colaborador de la Federación, a título póstumo, comité de árbitros, entrenadores y su escuela, mutualidad, escuela de formación y futbolista.
A continuación se muestran los últimos premiados.
| Reconocimiento          | Persona/Institución |
| ----------------------- | --- |
| Club                    | Atlético Leones Castilla |
| Presidente              | Felipe Fernández García (CDC Comercial)                                                                                          |
| Institución             | Ayuntamiento de Alcorcón |
| Delegado de club        | Jesús García Palomino (Santa Eugenia)                                                                                            |
| Medio de comunicación   | Periódico GENTE (10.º aniversario)                                                                                               |
| Colaborador FFM         | Miguel Pascual García (Informador Técnico 22 años)                                                                               |
| A título póstumo        | José Cayetano Góngora Roa (Delegado federativo en Alcobendas) Mario Migueláñez Martín (Colaboración y apoyo patrocinio a RFFM)   |
| Comité de árbitros      | Enrique Arias Fernández |
| Comité de entrenadores  | Mateo Ignacio García Blanco (Ascenso a Segunda B con UD Sanse) Juan José Granero González (Ascenso a Segunda B con Navalcarnero) |
| Escuela de entrenadores | Rafael Cristóbal Martín (Profesor Metodología y Preparación Física)                                                              |
| Mutualidad              | SERHOSA (Proveeor oficial material implantes y técnicas quirúrgicas)                                                             |
| Escuela de fútbol       | Atlético Chopera Alcobendas 04                                                                                                   |
| Futbolista              | Rufina Ceballos Pérez (Sur Getafe - 29 años federada y en activo)                                                                |

## Selecciones
El principal representante de la Comunidad de Madrid a nivel de selecciones de fútbol es la selección madrileña absoluta. Esta se encuentra formada por distintos jugadores nacidos en la Comunidad y que participen en alguno de los clubes federados y adscritos a la Federación de Fútbol de Madrid, siendo dependientes de la Real Federación Española de Fútbol.
Tiene sus orígenes en la antigua selección castellana, formada en el año 1915 para representar a la Federación Castellana de Fútbol, predecesora de la actual Federación constituida oficialmente en 1988. Pese a ello, la selección madrileña tuvo en ocasiones su propio combinado diferenciándose del castellano, que agrupaba a las distintas provincias de las regiones del centro.

## Delegaciones territoriales[20]
- Delegación de Alcalá de Henares

- Subdelegación de Coslada
- Delegación de Alcobendas

- Subdelegación de San Agustín del Guadalix
- Delegación de Alcorcón

- Subdelegación de Navas del Rey
- Delegación de Aranjuez

- Delegación de Arganda del Rey

- Delegación de Collado Villalba

- Delegación de Fuenlabrada

- Delegación de Getafe

- Delegación de Leganés

- Delegación de Parla

## Competiciones organizadas por la RFFM
Masculinas sénior
- Copa RFEF (Fase Regional de Madrid)* (Desde la Temp. 1993-94)
- Tercera Federación (Grupo VII)* (Desde la Temp. 2021-22)
  - Copa RFFM de Tercera División[21] (Desde la Temp. 2018-19 hasta la 2021-22)
- Regional Preferente de Madrid (Desde la Temp. 1987-88)
  - Copa de Campeones de Preferente de Madrid (Desde la Temp. 2009-10 hasta la 2022-23)
  - Copa RFFM de Preferente de Madrid[22] (Desde la Temp. 2021-22)
- Primera Regional de Madrid (Desde la Temp. 1987-88)
- Segunda Regional de Madrid (Desde la Temp. 1987-88)
- Tercera Regional de Madrid (Desde la Temp. 1987-88)
- Copa RFFM de Aficionados**[23] (Desde la Temp. 2024-25)

(*) Competición nacional, las fases regionales son administradas por las federaciones territoriales.
(**) El campeón se clasifica para la Ronda Previa Interterritorial de la Copa del Rey.